# Andrzej Lechowicz

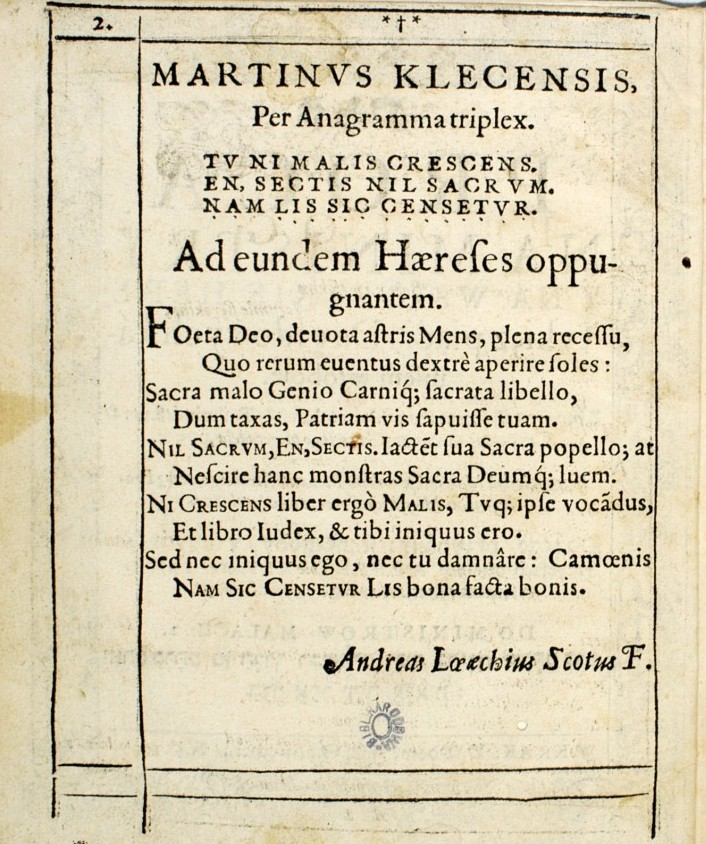
Anagram Andrzeja Lechowicza dla Marcina z Kłecka z 1607 r.

Andrzej Lechowicz, właściwe nazwisko Loch (zm. ok. 1637) – poeta polsko-łaciński, spolszczony Szkot, często podpisywał się w zlatynizowanej formie jako Loeaechius lub Loechius, Loechowic. Twórca jednego z największych zbiorów anagramów w literaturze staropolskiej.

## Życiorys
Uczył się w Braniewie i Wilnie, od 1584 studiował na Akademii Krakowskiej. Zaprzyjaźniony był m.in. z Szymonem Szymonowicem, Kasprem Miaskowskim i Marcinem z Kłecka.
Poeta wyspecjalizował się w anagramach (jako schyłkowa forma poezji renesansowej) opisując biskupów, kasztelanów, wojewodów, opatów i dworzan. Pisał głównie wiersze okolicznościowe i panegiryczne, przeważnie po łacinie. W latach 1608–1617 drukiem ogłosił pięć dzieł w języku polskim. Za życia cieszył się sławą wybitnego poety, sam często wypowiadał się na temat twórczości innych. Kasper Miaskowski określił poetę jako spadkobiercę kunsztu Jana Kochanowskiego.
Z Polski Andrzej Lechowicz wyjeżdżał do Szkocji na przełomie 1602 i 1603 roku, ostatecznie opuścił kraj ok. 1621 roku.
Opinie Lechowicza na temat współczesnych mu poetów:
- O Stanisławie Grochowskim: że on będąc jednym z pierwszych owych geniuszów poetycznych polskich, nie był poślednim w sztuce poezyi.[8]
- O Kasprze Miaskowskim:

Miaskowski Kuiawskiey nowe światło strony,

Któryś Polski Amphion (czyie zawsze żagle

Port, gdzie ieno zamierzał, dochodziły nagle: 

Acz on ani wiosłami, ni wiatrem, lecz piory
 
Dowcipu wierzch dochodził niedostępnej- góry
- O Marcinie z Kłecka, anagram po łacinie opublikowany w 2012 roku przez Dawida Junga:

MARTINVS KLECENSIS,

Per Anagramma triplex.

TV NI MALIS CRESCENS.

EN, SECTIS NIL SACRVM.

AM LIS SIC CENSETUR.

## Dzieła Andrzeja Lechowicza w języku polskim
- Musa gór Wielickich... (Kraków 1608), utwór przypisywany poecie
- Na szczęśliwe y pożądane zwrocenie się... (Wilno 1611)
- Nagrobek y thren pogrzebowy przy ostatniey posłudze bogoboynie zeszłey Pani Jeym. P. Elżbiety Chodkiewiczowny... (Wilno 1613)
- Uprzeyme witanie troskliwe obżałowanie matki... (1613)
- Żałoba sowita albo Pales z utraty wizerunku dobrey... (1617)

## Twórczość łacińska Andrzeja Lechowicza według Estreichera
- Anagrammata in Jacobi I Angliae Regis... (1603)
- Anagrammatismi encomiastici... (161...) dedykowane Dawidowi Konarskiemu
- Animus Constantiae... (1608) dedykowane arcybiskupowi gnieźnieńskiemu, Bernardowi Maciejowskiemu
- Sermiae Archiducibus... (1606)
- Astraea gestiens... (1605)
- Classes IV Anagrammatum... (1608)
- Classes Quinque Anagrammatis... (1609)
- Cracovia gestiens... (1606) dedykowane Zygmuntowi III
- Decas Anagrammatum... (1605)
- Decas Anagrammatum qua encomia... (1606)
- Decas Anagrammatum Quibus... (1607) dedykowane m.in. Szymonowi Syreniuszowi
- Decas Anagrammatum Andreae Loeaechii Scoti...
- Cum die Jesu Christi... (1637)
- Elogium... (1606)
- Elogium Illustrissimi... (1605)
- Nominis... (1606)
- Epitalamium in Nuptias... (1594)
- Epithalamium... (1595)
- Epithalamium... (1605)
- Epithalamium... (1605) dedykowane Zygmuntowi III
- Eudoxia, Sive Nomia... (1596)
- Eudoxia... (1604)
- Eudoxia Rdorum... (1607)
- Eudoxia Admodum... (1608)
- Nobilis et Generosi... (1594)
- Neroica indoles... (1605)
- Jovis arbitrium... (1602)
- Kalendae... (1607)
- Ad Illustriss... (1595)
- Musea extorres... (1607)
- Naeniae a diversis... (1621)
- Numen innocuo... (1605)
- Patientiae tyrocinium... (1605)
- Pietas Nicolai Christophori Radivili... (1616)
- Illustrissimo et... (1608)
- Secardotium... (1594)
- Schediasmata duo... (1612)
- Speculum... (1607)
- Supplices... (1632)
- Tomoleon Neptuni... (1598)
- Vladislaviae de Gnesna... (1604)